# Authieux-Ratiéville
Authieux-Ratiéville is een gemeente in het Franse departement Seine-Maritime (regio Normandië) en telt 342 inwoners (1999). De plaats maakt deel uit van het arrondissement Rouen.

## Geografie
De oppervlakte van Authieux-Ratiéville bedraagt 5,1 km², de bevolkingsdichtheid is 67,1 inwoners per km².
De onderstaande kaart toont de ligging van Authieux-Ratiéville met de belangrijkste infrastructuur en aangrenzende gemeenten.

## Demografie
Onderstaande figuur toont het verloop van het inwonertal (bron: INSEE-tellingen).